# Neuvième circonscription de Budapest
La neuvième circonscription de Budapest est l'une des dix-huit circonscriptions électorales de la capitale hongroise. Elle a été créée lors du redécoupage électoral de 2011 puis est devenue effective lors des élections législatives hongroises de 2014.

## Description géographique et démographique
La circonscription regroupe une partie du 10e et du 19e arrondissement délimitée ainsi : Intersection d’Üllői út et Könyves Kálmán körút – intersection de Hungária körút et Kerepesi út – Kerepesi út – Sárgarózsa utca – Pesti határút – Határmalom utca – Jászberényi út – Kozma utca – Sikert út – Maglódi út – Sibrik Miklós út – Harmat utca – Hangár utca – Ferihegyi repülőtérre vezető út – Ligne MÁV 100A – Csillag utca – Derkovits Gyula utca – Malomkő utca – Kártoló utca – Hofher Albert utca – Ady Endre út – Intersection avec Üllői út.
Selon le recensement de 2011, la circonscription compte 105 805 habitants 89 418 adultes (49 491 hommes et 56 314 femmes).

## Députés
Pour voir les députés et les résultats de la première circonscription entre 1990 et 2011, voir l'article sur les anciennes circonscriptions de Budapest.